# Râmnicu Sărat
Râmnicu Sărat je rumunské město v župě Buzău. V roce 2002 zde žilo 38 828 obyvatel. Jedná se o druhé největší město v župě Buzău. Založeno bylo v roce 1434.

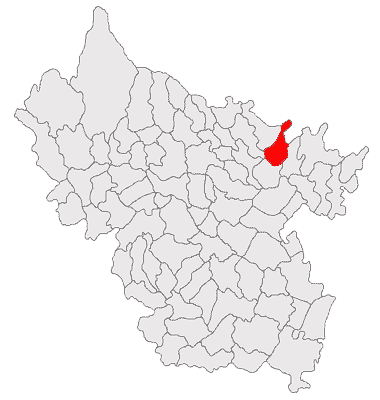
Poloha města na mapě župy Buzău